# 巴利亚达
巴利亚达，是西班牙巴伦西亚自治区巴伦西亚省的一个市镇。总面积62平方公里，总人口3111人（2001年），人口密度50人/平方公里。